# ماریان ژوژی
ماریان ژوژی (انگلیسی: Marijan Žužej؛ ۸ فوریه ۱۹۳۴ – ۱۸ دسامبر ۲۰۱۱) بازیکن واترپلو اهل یوگسلاوی بود.
وی در مسابقات کشوری و بین‌المللی در مجموع برندهٔ ۲ مدال نقره شده‌است.